# Pholcus dentifrons
Pholcus dentifrons är en spindelart som beskrevs av Tamerlan Thorell 1898. Pholcus dentifrons ingår i släktet Pholcus och familjen dallerspindlar.
Artens utbredningsområde är Myanmar. Inga underarter finns listade i Catalogue of Life.